# Anne Auguste de Montmorency
 (mars 2017).
Anne-Auguste de Montmorency, né en 1679 et mort le 27 octobre 1745 à Lille, 6e prince de Robech, Grand d'Espagne de 1re classe, est un membre de la maison de Montmorency. Il est également marquis de Morbecque et comte d'Estaires.

## Biographie
Il est le second fils de Philippe-Marie de Montmorency, prince de Robech, et de Marie-Philippine de Croÿ.
Colonel du régiment de Normandie, il est blessé lors de la bataille de Chiari. En 1704, il participe à la prise du château de Robbio et sert aux sièges de Verrue (1705), de Lérida (1707) et de Tortosa (1708).
En mars 1710, il est nommé maréchal-de-camp et est envoyé, par le duc de Noailles, avec un détachement pour repousser les Britanniques débarqués à Cette en juillet 1710. Après la prise de Gérone, en 1711, le duc de Noailles le charge de porter la bonne nouvelle au roi d'Espagne qui le fait chevalier de la Toison d'Or le 9 février 1711. Il emporte le fort des Capucins lors du siège de Barcelone en 1714 et est fait lieutenant-général des Armées du Roi en mars 1720. En 1725, il est nommé Grand-Maître de la reine douairière d'Espagne.

## Généalogie
Il épouse le 23 décembre 1722, Catherine-Félicité du Bellay (1707 † 3 juillet 1727 - Paris), dame du palais de la Reine d'Espagne, fille cadette du comte Charles du Bellay, seigneur de La Pallue, et de Catherine-Renée de Jaucourt de Villarnoul. Ensemble, ils eurent :
1. Anne Louis Alexandre (25 janvier 1724 – Paris † 19 octobre 1812 – Paris), prince de Robech, Grand d'Espagne
2. Louis-Anne-Alexandre (11 novembre 1725 – Paris † 16 février 1795 -Leer), prince de Tilly, Grand d'Espagne
3. Madelaine-Françoise-Anne-Félicité-Isabelle (20 mai 1727 – Paris † 22 février 1782 - Paris), bénédictine au prieuré de la Ville-l'Évêque à Paris.